# مسابقات جهانی ژیمناستیک هنری ۱۹۹۲
مسابقات جهانی ژیمناستیک هنری ۱۹۹۲ بیست و هفتمین دوره مسابقات جهانی ژیمناستیک هنری است که در پاریس، فرانسه از ۱۵ تا ۱۹ آوریل ۱۹۹۲ میلادی برگزار شده است.

## جدول مدال‌ها
| رده | کشور                |   |   |   | مجموع |
| --- | ------------------- | - | - | - | ----- |
| ۱   | تیم متحد            | ۵ | ۳ | ۵ | ۱۳    |
| ۲   | چین                 | ۲ | ۲ | - | ۴     |
| ۳   | ایالات متحده آمریکا | ۲ | ۱ | - | ۳     |
| ۴   | مجارستان            | ۲ | ۱ | - | ۳     |
| ۵   | رومانی              | ۱ | ۱ | ۲ | ۴     |
| ۶   | کره جنوبی           | ۱ | - | - | ۱     |
| ۶   | کره شمالی           | ۱ | - | - | ۱     |
| ۸   | آلمان               | - | - | ۱ | ۱     |
| ۸   | کانادا              | - | - | ۱ | ۱     |
| ۸   | پورتوریکو           | - | - | ۱ | ۱     |